# 天壘城十
天壘城十（寶瓶座ν）是在天球赤道上的星座，寶瓶座的一顆恆星，拜耳名稱是ν Aqr。
天壘城十的視星等為4.52等，是顆肉眼可見的恆星。以視差法測量它與地球的距離大約是159光年（49秒差距），估計年齡是7億800萬歲。它的光譜與G8III相匹配，已經演化成為巨星 。它的質量超過太陽的2倍，半徑已經膨脹為太陽的8倍。天壘城十來自有效溫度4,920K的大氣層表面輻射出的光量是太陽的37倍。在這樣的溫度，這顆淡黃色的恆星是顆G-型恆星。
天壘城十與女宿二（寶瓶座μ，寶瓶座6）一起被稱為兩隻燕子（Albulaan）。這是源自阿拉伯的名稱al-bulacān （ألبولعان）。它與女宿一（寶瓶座ε，寶瓶座2，Albali）和女宿二（al Bulaʽ ，البلع）都是燕子。
在中國，天壘城是虛宿下的一個星官。其中的成員除了天壘城十外，還包括天壘城一（寶瓶座ξ，寶瓶座23）、天壘城二（摩羯座C1，摩羯座46）、天壘城三（摩羯座C2，摩羯座47）、天壘城四（摩羯座λ，摩羯座48）、天壘城五（摩羯座50）、天壘城六（寶瓶座18）、天壘城七（摩羯座29）、天壘城八（寶瓶座9）、天壘城九（寶瓶座8）、天壘城十一（寶瓶座14）、天壘城十二（寶瓶座17）、天壘城十三（寶瓶座19）。因此，天壘城十的意思就是星官天壘城的第10顆星。

## 外部連結
- Image Nu Aquarii
- The Constellations and Named Stars